# Pardosa datongensis
Pardosa datongensis är en spindelart som beskrevs av Yin, Peng och Kim 1997. Pardosa datongensis ingår i släktet Pardosa och familjen vargspindlar. Inga underarter finns listade i Catalogue of Life.